# Łukasz Szukała
Łukasz Szukała (Gdansk, Polonia, 26 de mayo de 1984) es un futbolista polaco que juega como defensa. Su último equipo fue el Ankaragücü de la Superliga de Turquía.

## Carrera internacional
Łukasz Szukała ha sido internacional con la Selección nacional de fútbol de Polonia Sub-21 en tres ocasiones, siendo convocado a la selección absoluta en 2013 en un amistoso frente a Dinamarca. Anotó su primer en gol en la victoria por siete goles a cero a la selección de gibraltar durante la Clasificación para la Eurocopa de 2016.

## Clubes
| Club               | País           | Año         |
| ------------------ | -------------- | ----------- |
| 1860 Múnich II     | Alemania       | 2004-2005   |
| 1860 Múnich        | Alemania       | 2005-2008   |
| Alemannia Aachen   | Alemania       | 2008-2010   |
| Gloria Bistrița    | Rumania        | 2010- 2011  |
| Universitatea Cluj | Rumania        | 2011- 2012  |
| Petrolul Ploiesti  | Rumania        | 2012        |
| Steaua Bucuresti   | Rumania        | 2012 - 2014 |
| Ittihad FC         | Arabia Saudita | 2015        |
| Osmanlispor FK     | Turquía        | 2015 - 2017 |
| Ankaragücü         | Turquía        | 2017 - 2019 |

## Palmarés

### Campeonatos nacionales
| Título               | Club               | País    | Año     |
| -------------------- | ------------------ | ------- | ------- |
| Liga I               | Steaua de Bucarest | Rumanía | 2012–13 |
| Supercopa de Rumanía | Steaua de Bucarest | Rumanía | 2013    |
| Liga I               | Steaua de Bucarest | Rumanía | 2013–14 |
| Liga I               | Steaua de Bucarest | Rumanía | 2014–15 |